# Jo Planckaert
Jo Planckaert  es un antiguo ciclista belga, nacido el 16 de diciembre de 1970 en Deinze. Es hijo de Willy Planckaert, antiguo ciclista, como también lo fueron sus tíos Walter y Eddy.
Fue profesional desde 1992 hasta el año 2004. Destacó en carreras como la París Roubaix en la que quedó segundo en el 1997, tan solo superado por el francés Frédéric Guesdon y quinto en el 1999. 

## Palmarés
| 1993 - 1 etapa de la Vuelta a Andalucía - 1 etapa de la Vuelta a Murcia - Delta Profronde 1995 - G. P. de Denain - 1 etapa de la Vuelta a Suecia - Nokere Koerse 1997 - 1 etapa de la Vuelta a Galicia 1998 - Estrella de Bessèges más 1 etapa - Grand Prix Jef Scherens - Kuurne-Bruselas-Kuurne - Omloop Mandel-Leie-Schelde | 1999 - 1 etapa de la Estrella de Bessèges 2000 - Estrella de Bessèges - Tro Bro Leon - 1 etapa de la Vuelta a Andalucía - 1 etapa del Tour de Valonia - 1 etapa del Tour de Limousin 2001 - Gran Premio de la Villa de Zottegem 2003 - 1 etapa de la Estrella de Bessèges |

## Resultados en grandes vueltas ciclistas y Campeonatos del Mundo de Ciclismo en Ruta
| Carrera         | 1992 | 1993 | 1994 | 1995 | 1996 | 1997 | 1998 | 1999 | 2000 | 2001 | 2002 | 2003 | 2004 |
| --------------- | ---- | ---- | ---- | ---- | ---- | ---- | ---- | ---- | ---- | ---- | ---- | ---- | ---- |
| Giro de Italia  | -    | -    | -    | -    | -    | -    | -    | -    | -    | -    | -    | -    | -    |
| Tour de Francia | -    | -    | -    | -    | -    | Ab.  | -    | -    | -    | -    | -    | -    | -    |
| Vuelta a España | -    | -    | -    | -    | -    | -    | -    | Ab.  | -    | -    | -    | -    | -    |
| Mundial en Ruta | -    | -    | -    | -    | -    | 23º  | -    | -    | -    | -    | 164º | -    | -    |

## Equipos
- 1992 : Panasoni-Sportlife
- 1993 à 1994 : Novemail-Histor
- 1995 : Collstrop - Lystex
- 1996 : Ceramiche Refin - Mobilvetta
- 1997 à 1999 : Lotto- Mobistar
- 2000 à 2003 : Cofidis
- 2004 : MrBookmaker.com - Palmans